# 인도네시아 에어아시아
인도네시아 에어아시아(영어: Indonesia AirAsia)는 1999년에 설립된 인도네시아의 저비용 항공사로 에어아시아가 소유하고 있다. 허브 공항으로 수카르노 하타 국제공항, 응우라라이 공항, 반다우다라 국제공항이 있다.

## 역사
- 1999년 : 아워 에어(영어: Awair)로 설립
- 2000년 : 운항 개시
- 2002년 3월 : 모든 운항 노선 중단
- 2004년 12월 : 말레이시아의 저비용 항공사인 에어아시아에 인수
- 2005년 12월 : 인도네시아 에어 아시아로 사명 변경
- 2009년 4월 : 수카르노 하타 국제공항 국내 노선 3 터미널로 이전

## 운항 노선
- 2018년 1월 기준으로 에어아시아 그룹은 다음과 같은 노선을 운항하고 있다.

## 보유 기종
- 2021년 7월 기준으로 인도네시아 에어아시아는 다음과 같이 보유하고 있다.

### 퇴역 기종
- 에어버스 A310
- 보잉 737-300

## 사건 및 사고
- 인도네시아 에어아시아 8501편

## 같이 보기
- 에어아시아
- 에어아시아 X
- 에어아시아 재팬
- 타이 에어아시아

## 사진

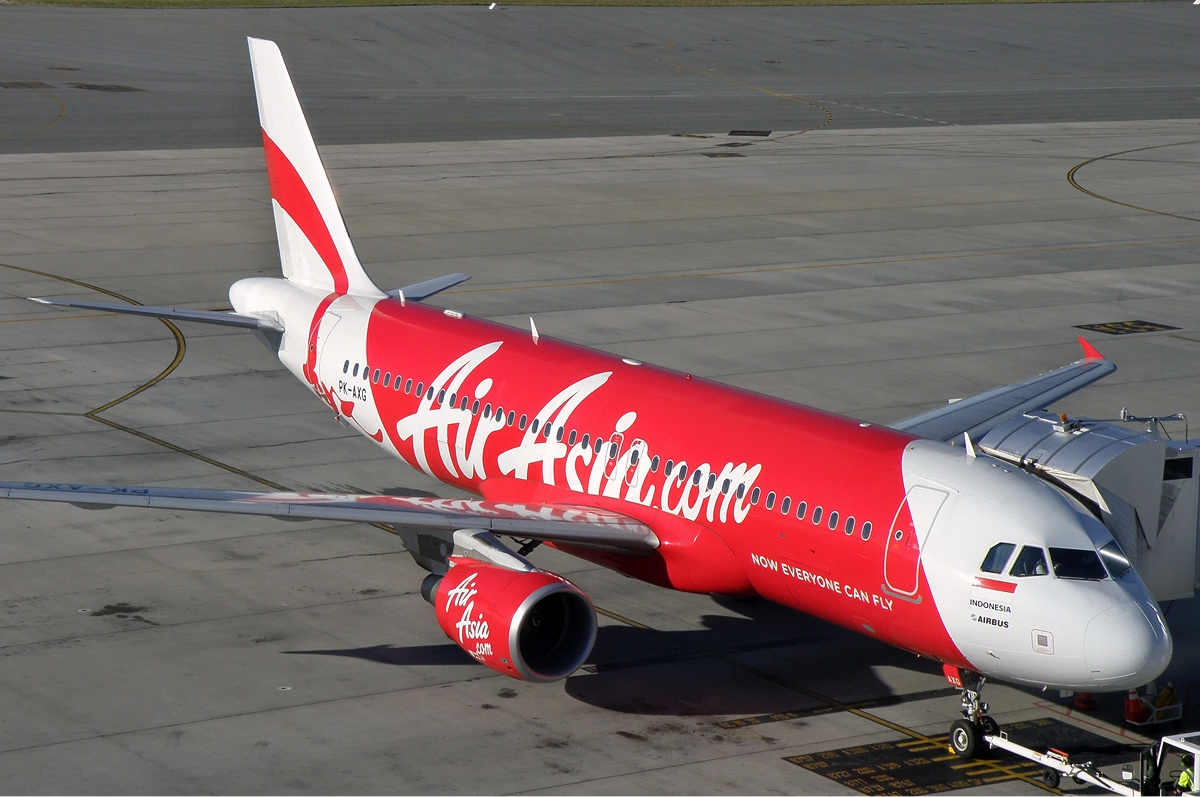
인도네시아 에어 아시아의 에어버스 A320-200
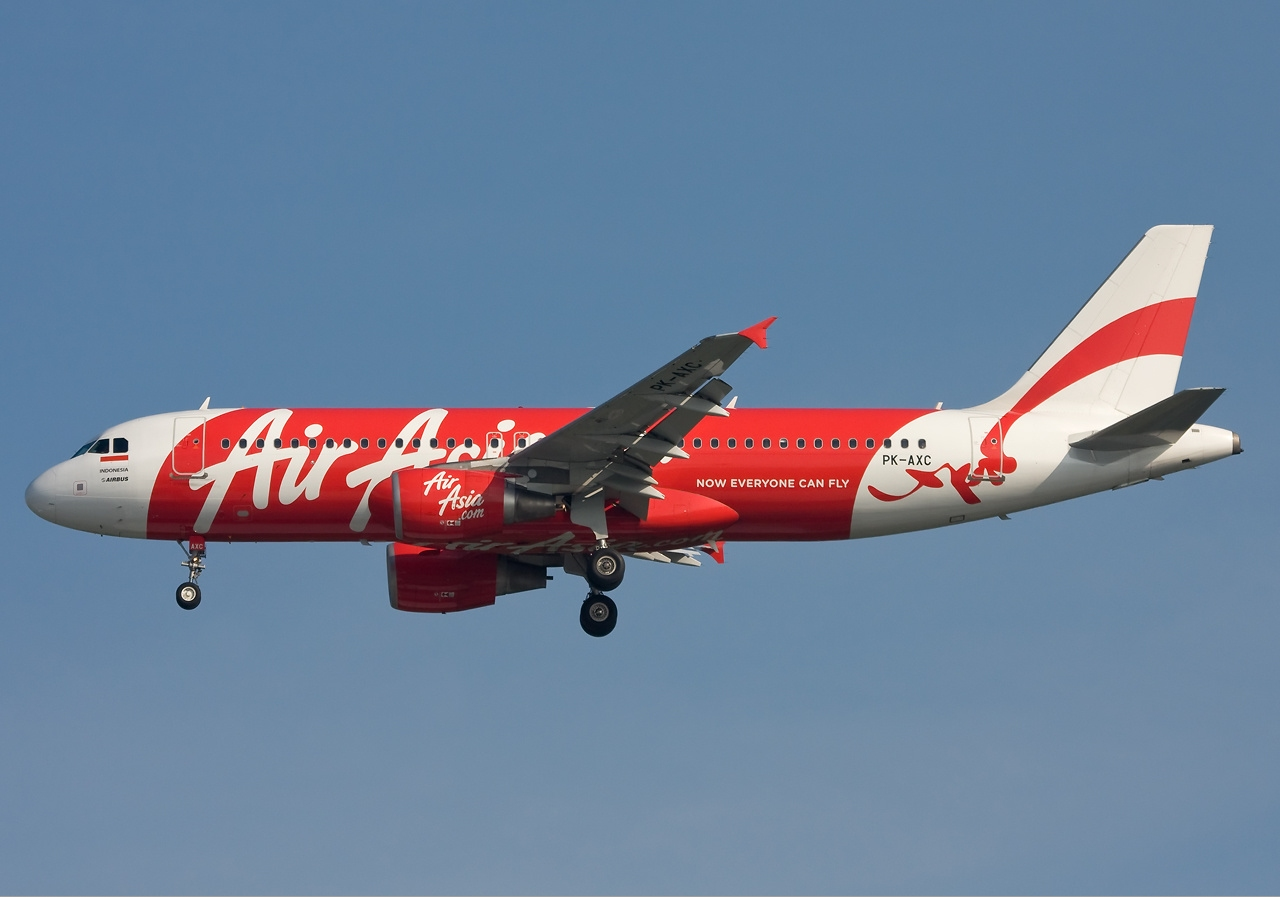
인도네시아 에어 아시아의 에어버스 A320-200
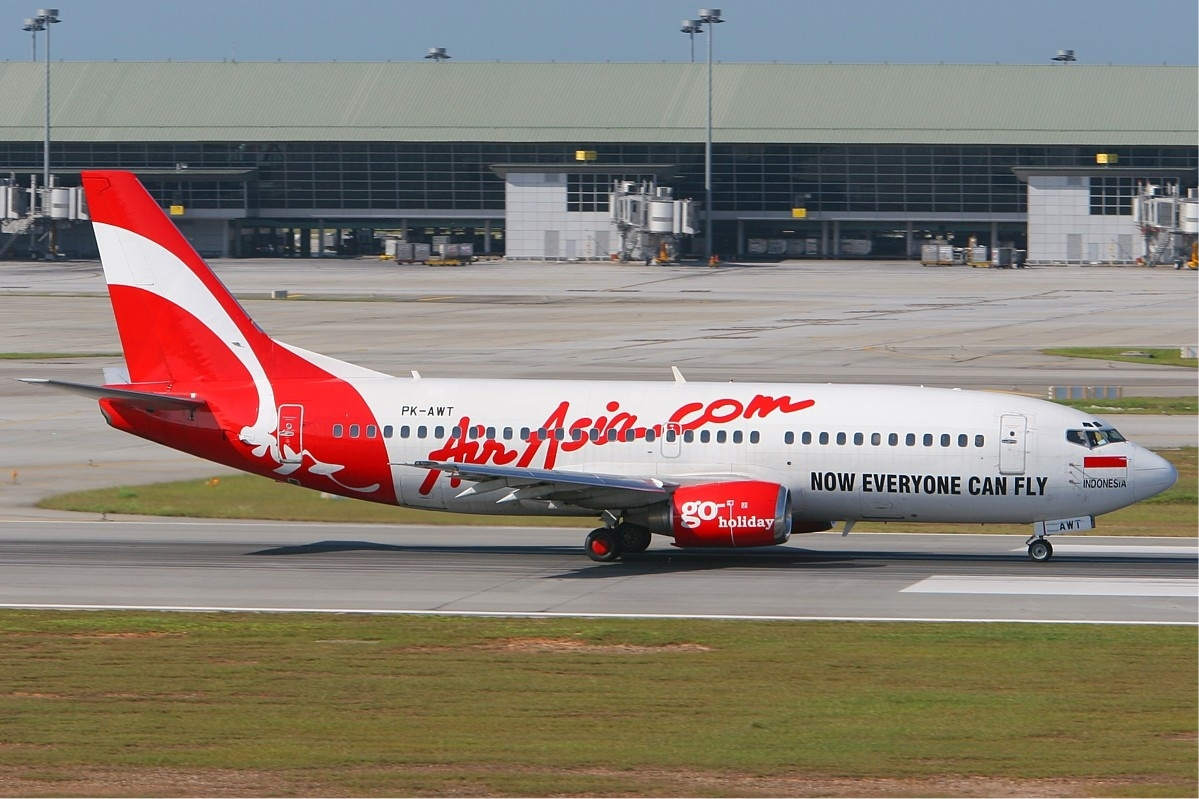
인도네시아 에어 아시아의 보잉 737-300